# Jubiläumstaler von 1630 zur 100-Jahrfeier der Augsburger Konfession

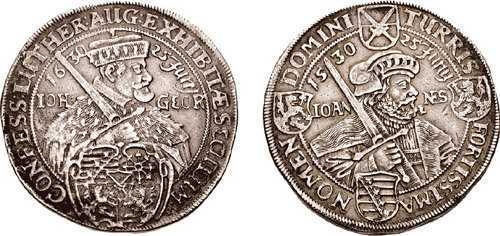
Jubiläumstaler von 1630 zur 100-Jahrfeier der Übergabe der Augsburger Konfession

Die Jubiläumstaler von 1630 wurden zur 100-Jahrfeier der Augsburger Konfession herausgegeben. Es existieren Prägungen als Taler und Mehrfachtaler (Zwei-, Drei- und Vierfachtaler) und als Talerteilstücke (1⁄2 Taler, 1⁄4 Taler, 1⁄8 Taler). Daneben gibt es noch Prägungen in Gold als Dukaten und Mehrfachdukaten (2 bis 12 Dukatenstücke).

## Geschichte
Die Vorgänge des Jahres 1630 waren geprägt durch das im Vorjahr erlassene kaiserliche Restitutionsedikt, mit dem Kaiser Ferdinand II. Kirchenbesitz, der nach 1552 protestantisch geworden war, rekatholisieren wollte. Die im August 1629 symbolträchtig begonnene Ausführung des Edikts mit der Besetzung der Kirchen in Augsburg einerseits und das anstehende 100-jährige Jubiläum der Verlesung und Übergabe der Augsburger Konfession führten dazu, dass Kurfürst Johann Georg I. von Sachsen für den 12. April 1630 in Leipzig einen Konvent der Theologen einberief. Dieser stand unter Leitung des kursächsischen Oberhofpredigers Matthias Hoe von Hoenegg und hatte auf der Tagesordnung neben der Erörterung des kurfürstlichen Briefes an den Kaiser wegen der Schließung der Kirchen in Augsburg auch das Thema „ob und wie das Jubelfest zu begehen wäre“.
Man entschied sich, zur Feier der Übergabe der Augsburger Konfession vom 25. bis 27. Juni 1630 ein landesweites dreitägiges Jubel-Fest abzuhalten. Als Vorbild dienten die Festivitäten zum Reformationsjubiläum des Jahres 1617.
Zu dieser Feier wurden in der Münzstätte Dresden vom Medailleur Ruprecht Niclas Kitzkatz Münzbilder für verschiedene Jubiläumsmünzen entworfen, die in Silber und Gold als Achteltaler, Vierteltaler, Halbtaler, Taler sowie Dukaten und Mehrfachdukaten geprägt wurden. Durch die große Anzahl der geprägten Münzen und den damit verbundenen Verschleiß an Prägestempeln mussten durch den Medailleur viele Stempel nachgeliefert werden, was sich in einer Vielzahl von verschiedenen Münzvarianten ausdrückt.
Die Münzen tragen auf der Vorderseite das Bildnis des Kurfürsten Johann Georg I. von Sachsen und auf der Rückseite das Bildnis von Kurfürst Johann dem Beständigen.

## Technische Daten
Die Münzen wurden mit vier verschiedenen Stempelgrößen (25/30/38/45 mm) für die verschiedenen Nominale geprägt. Die Silberprägungen wurden nach dem Reichsmünzfuß mit dem Feingehalt von 14 Lot, 4 Grän Silber ausgemünzt also 888,89/1000.

## Inschriften
Die Inschrift auf der Vorderseite lautet: CONFESS(ionis) : LUTHER(i) : AUG(ugustanae) : EXHIBITAE SECULUM (Das erste Jahrhundert des zu Augsburg übergebenen Glaubensbekenntnisses). Nach dem Wort SECULUM findet man in fast allen Fällen die gekreuzten Zainhaken als Münzmeisterzeichen von Hans Jakob.
Die Inschrift auf der Rückseite lautet: NOMEN DOMINI TURRIS FORTISSIMA (Der Name des Herrn ist eine feste Burg). Der originale Text aus den Sprüchen Salomons in Kapitel 18 Vers 10 lautet: „Turris fortissima nomen Domini ad ipsum currit iustus et exaltabitur“ (Der Name des Herrn ist eine feste Burg; der Gerechte läuft dorthin und wird beschirmt).